# آرامگاه ورکک

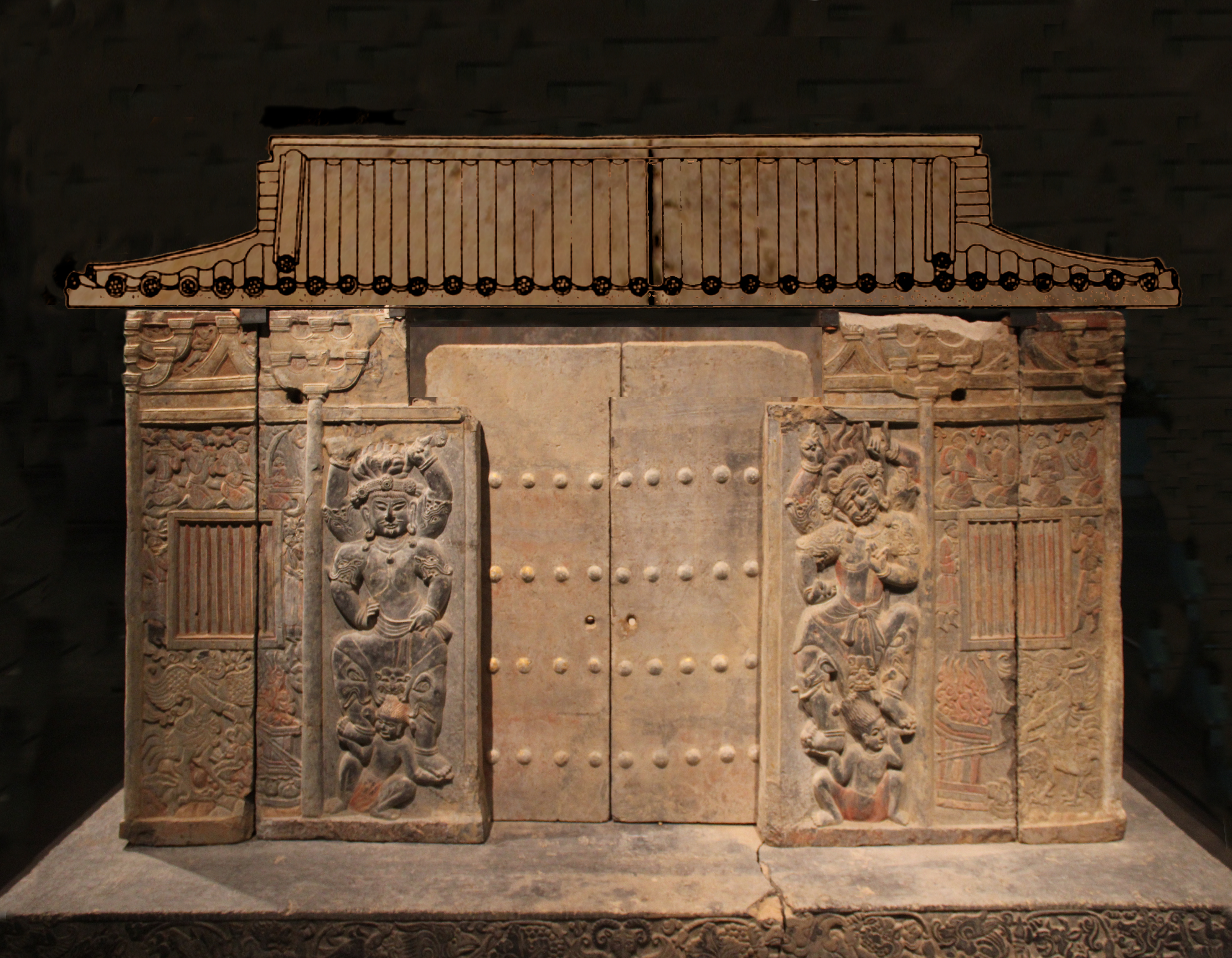
آرامگاه وِرکَک، موزه شهر شی‌آن.

آرامگاه وِرکَک (زبان سغدی: wyrkʾk) که معمولاً در زبان چینی به آن «مقبره استاد شی» (به چینی: 史君墓) می‌گویند، محل دفن یک بازرگان ارشد ثروتمند سغدی به نام ورکک (۴۹۳–۵۷۹ میلادی) و همسرش ویوسی است. این آرامگاه که زمان ساخت آن به دودمان ژو شمالی (۵۸۰ میلادی) برمی‌گردد، به‌طور قابل‌توجهی سالم مانده‌است. قدمت آن به سال ۵۸۰ پس از میلاد (سلسله ژو شمالی) برمی‌گردد.
این آرامگاه در سال ۲۰۰۳ در شرق روستای جینگ‌شانگ در شهرک دامینگونگ، منطقه ویانگ، شی‌آن کشف شد و بین ژوئن و اکتبر همان سال مورد کاوش‌های باستان‌شناسی قرار گرفت. این مقبره به ویژه به دلیل محتوای غنی نقش برجسته‌های موجود بر روی سازه سنگی درون آرامگاه و همچنین یک سنگ‌نبشته دو زبانه حائز اهمیت است.
سغدی‌ها مردمی ایرانی‌تبار و زرتشتی بودند و این آرامگاه شامل کنده‌کاری‌های سنگی ظریف بر روی تابوت و دیوارهای آن است که صحنه‌هایی از زندگی ورکک (گُرگَک) و تصاویر مربوط به زندگی پس از مرگ با مضمون زرتشتی را به تصویر می‌کشد.
یک سنگ‌نوشته دوزبانه چینی و سغدی اطلاعاتی در مورد زندگی ورکک و موقعیت برجسته او به عنوان یک سغدی در چین ارائه می‌دهد.
این آرامگاه نگاهی اجمالی به زندگی و آداب و رسوم تدفین سغدی در چین قرن ششم ارائه می‌دهد. تجملات آن نشان می‌دهد که سغدی‌های ساکن چین از موقعیت‌های اجتماعی و اقتصادی بالایی برخوردار بودند.
مقبره‌های سغدی در چین از جمله مجلل‌ترین مقبره‌های این دوره در این کشور هستند و اندکی از مقبره‌های امپراتوری پایین‌تر قرار می‌گیرند؛ این امر نشان می‌دهد بازرگانان سغدی در میان ثروتمندترین اعضای جامعه بوده‌اند.

## مدفونان
کتیبه دوزبانه که به زبان‌های چینی کلاسیک و سغدی نوشته شده‌است، زندگی مردی ۸۶ ساله به نام ورکک (۴۹۳–۵۷۹ میلادی) در سغدی (یا شی جون (史君) در چینی) و همسرش ویوسی را روشن می‌کند. نام سغدی ورکک از واژه «گرگ» مشتق شده و به معنی گرگک (گرگ کوچک) است. نام چینی «شی جو» از نام خانوادگی شی (史) با عنوان افتخاری جون (君) یا «ارباب» تشکیل شده‌است. قسمت اسم چینی او خالی مانده‌است و بنابراین ناشناخته باقی می‌ماند. نام همسر او، ویوسی، به سغدی به معنای «پگاه» است. این زوج به ترتیب اهل کِش (شهر سبز) و کنگ (اصالتاً اهل سمرقند) بوده‌اند.
در زمان حیاتش، ورکک به عنوان ساربان (چینی‌شده به صورت: سابائو) در استان باستانی لیانگ‌ژو (شهر امروزی گانسو)، از کانون‌های بازرگانی بین‌المللی در زمان جاده ابریشم، خدمت می‌کرد. سابائو (薩保) ترجمه چینی اصطلاح سغدی s′rtp′w به معنای «ساربان» است، اما بعداً معنی فرد مسئول امور بین‌المللی و مذهبی مهاجران آسیای میانه که در آن زمان در چین ساکن شده بودند را به خود گرفت.
بر اساس این کتیبه، ورکک در مناطق غربی زندگی کرده بود، اما به چانگ‌آن نقل مکان کرده بود. پدربزرگ او «رشِت‌وَنتَک» در میهن خود ساربان بود. نام پدرش وَناوَک بود، اما هیچ شغلی برای او ذکر نشده‌است. ورکک در دوره داتونگ (۵۴۶–۵۳۵) در دوران سلسلهٔ لیانگ به عنوان رئیس بخش قضایی دفتر ساربانان گمارده شد. سپس در سال پنجم همان سلطنت (۵۳۹)، او به عنوان ساربان ارشد در لیانگ‌ژو منصوب شد. او در سال ۵۷۹ در سن ۸۶ سالگی درگذشت. همسرش ویوسی یک ماه بعد درگذشت. این آرامگاه توسط سه پسر آنها ساخته شد و تدفین آن‌ها یک سال بعد در سال ۵۸۰ انجام شد.

## گور
طول کل مقبره ۴۷٫۲۶ متر بود، با مسیری شیبدار و محوطه‌ای که با زاویه سمت ۱۸۶ درجه رو به جنوب قرار دارند. این مقبره شامل یک سطح شیبدار، محوطه، تونل، یک راهرو و یک اتاقک است. تعداد محوطه‌ها و تونل‌ها هر دو پنج عدد می‌باشد. راهرو ۲٫۸ متر طول، ۱٫۵ متر عرض و ۱٫۹ متر ارتفاع با سقف قوسی دارد. محوطه اصلی مستطیل شکل است، ۳٫۷ متر طول از شرق به غرب و ۳٫۵ متر از شمال به جنوب دارد.
بین سطح شیبدار و محفظه داخلی دو دروازه مهر و موم شده از آجر و سنگ وجود دارد. کتیبه و ستون‌های کناری دروازه سنگی با نقش‌های انگور در هم تنیده، طرح برگ کنگره، نوازندگان آسمانی، و لوکاپالاها ([نگهبانان جهت‌های اصلی در اساطیر بودایی و هندو]) حکاکی شده‌اند. نقاشی‌های دیواری در گذرگاه شیب‌دار و مقبره اصلی دیده می‌شوند، اما به دلیل شرایط نامناسب، تشخیص موضوع نقاشی‌ها ممکن نیست. یک تابوت سنگی در قسمت میانی-شمالی اتاقک کشف شده‌است.
این مقبره مورد دستبرد قرار گرفته بود، و باستان‌شناسان از میان اشیای باقی مانده، یک گوشواره طلا، یک انگشتر طلا و یک سکه طلا که تقلیدی از سکه‌های بیزانس است را شناسایی کردند.

## تابوت سنگی

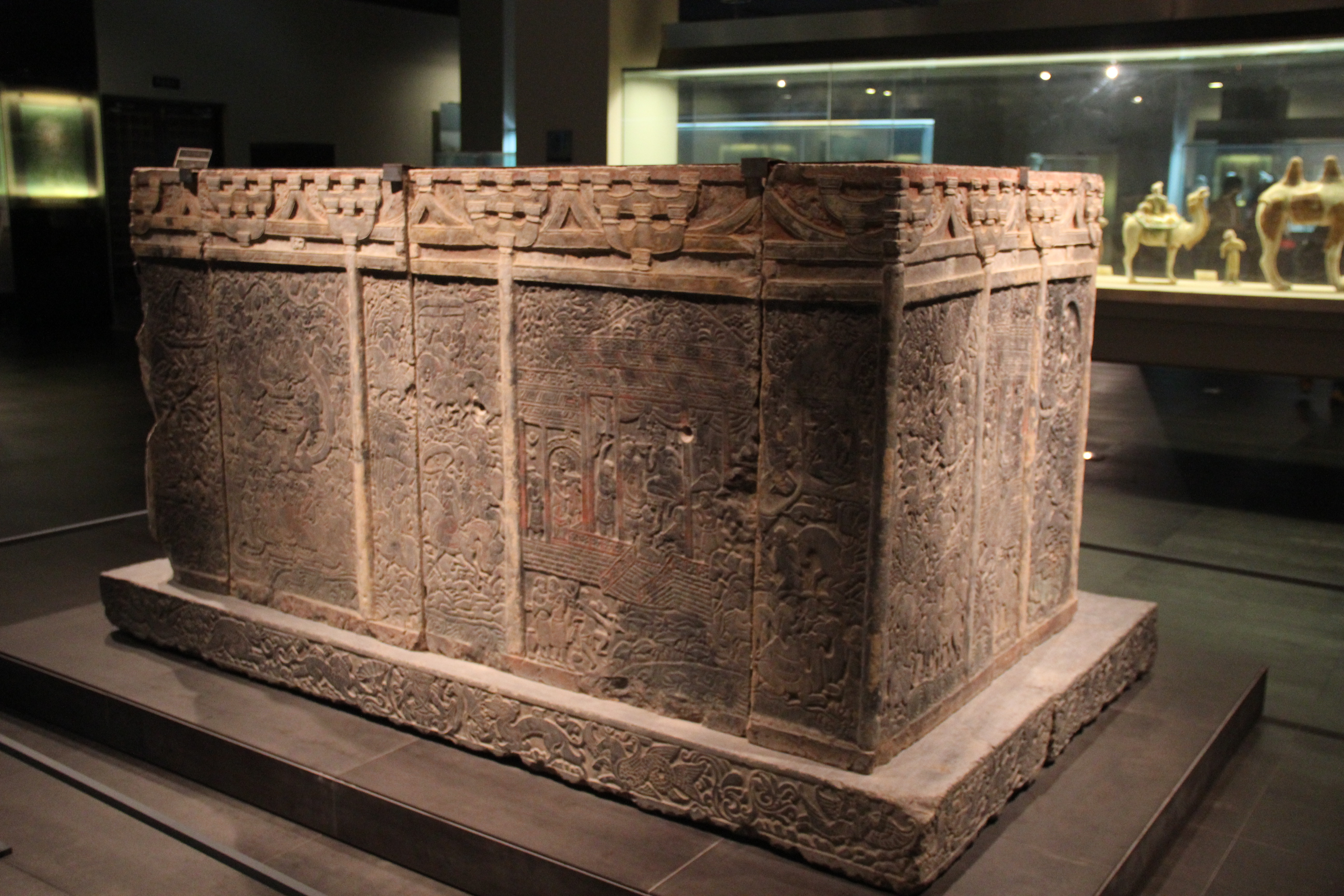
نمای پشت آرامگاه (بدون سقف) با صفحات جانبی

گور سنگی ۲٫۴۶ متر طول، ۱٫۵۵ متر عرض و ۱٫۵۸ متر ارتفاع دارد و به شکل یک خانه یا معبد چینی با چهارچوب چوبی و سقف شیروانی شرقی ساخته شده از ورقه‌های سنگی با تزئینات طلاکاری شده و اصلی می‌باشد. پایه، دیواره‌های میانی و سقف، اجزای اصلی تابوت را تشکیل می‌دهند. به گفته مورخ هنر آمریکایی وو هونگ، تابوت‌های سنگی به شکل خانه در اصل در استان غربی سیچوآن در طول دوره دودمان هان (۲۰۲ قبل از میلاد - ۲۲۰ میلادی) سرچشمه می‌گیرند. این نوع تابوت نمادی از یک نوع ارتباط قومی است، زیرا توسط چینی‌های بومی که در چین مرکزی و جنوبی زندگی می‌کردند استفاده نمی‌شد، بلکه ترجیح ژیان‌بی‌ها، سغدی‌ها، و مردمان دیگر چینی یا با ریشه‌های غیر چینی بود که به چین شمالی و جنوبی از چین غربی مهاجرت کرده بودند.
تابوت سنگی ورکک با نقوش برجسته زیادی تزیین شده‌است که جزئیات معماری پنهان و یک برنامه تصویری پیچیده را منتقل می‌کند. چهار طرف آن با خدایان محافظ چهار دست، همراه به دیگر الوهیت‌های مزدیسنا، صحنه‌های قربانی کردن، عروج به بهشت، ضیافت، شکار و راهپیمایی حک شده‌است. موضوعات و سبک آنها ویژگی‌های مناطق غربی (آسیای مرکزی) را نشان می‌دهد. مورخ فرانسوی اتین د لا وایسیر استدلال می‌کند که شمایل نگاری این نقش برجسته‌ها نشان‌دهنده تلفیقی مذهبی با ترکیب نمادهای آیین مانوی و مزدیسنا در هنر تدفین است. با وجود اینکه این تابوت سبک منحصربه‌فردی برای ایجاد یک مدل مینیاتوری از یک معبد سنتی چینی به کار گرفته‌است، چینی‌سازی مقبره ورکک در مقایسه با دو مقبره سغدی دیگر یعنی مقبره کانگ یه و مقبره آن جیا در پایین‌ترین سطح قرار دارد.

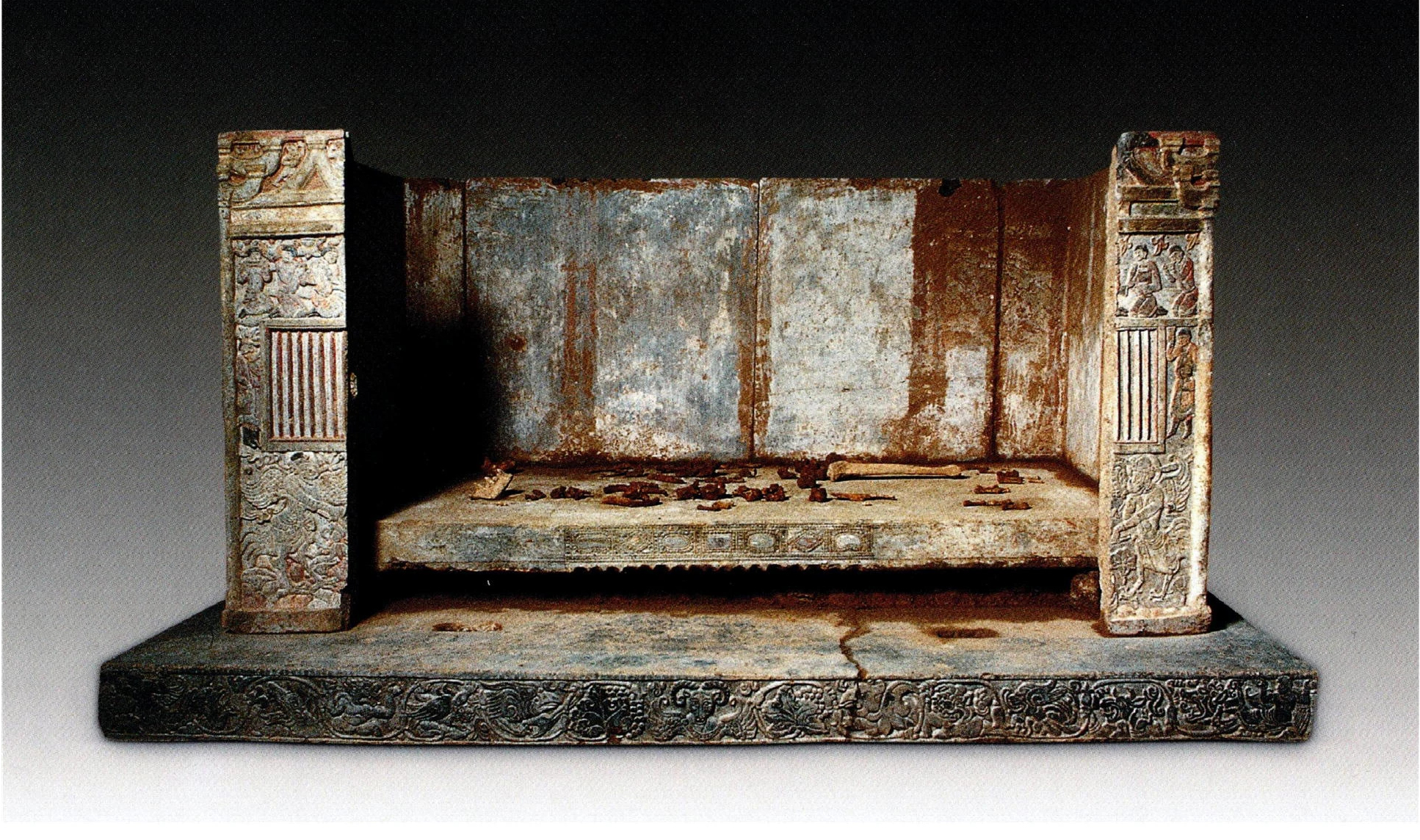
تابوت سنگی باز ورکک، همراه با اسکلت.
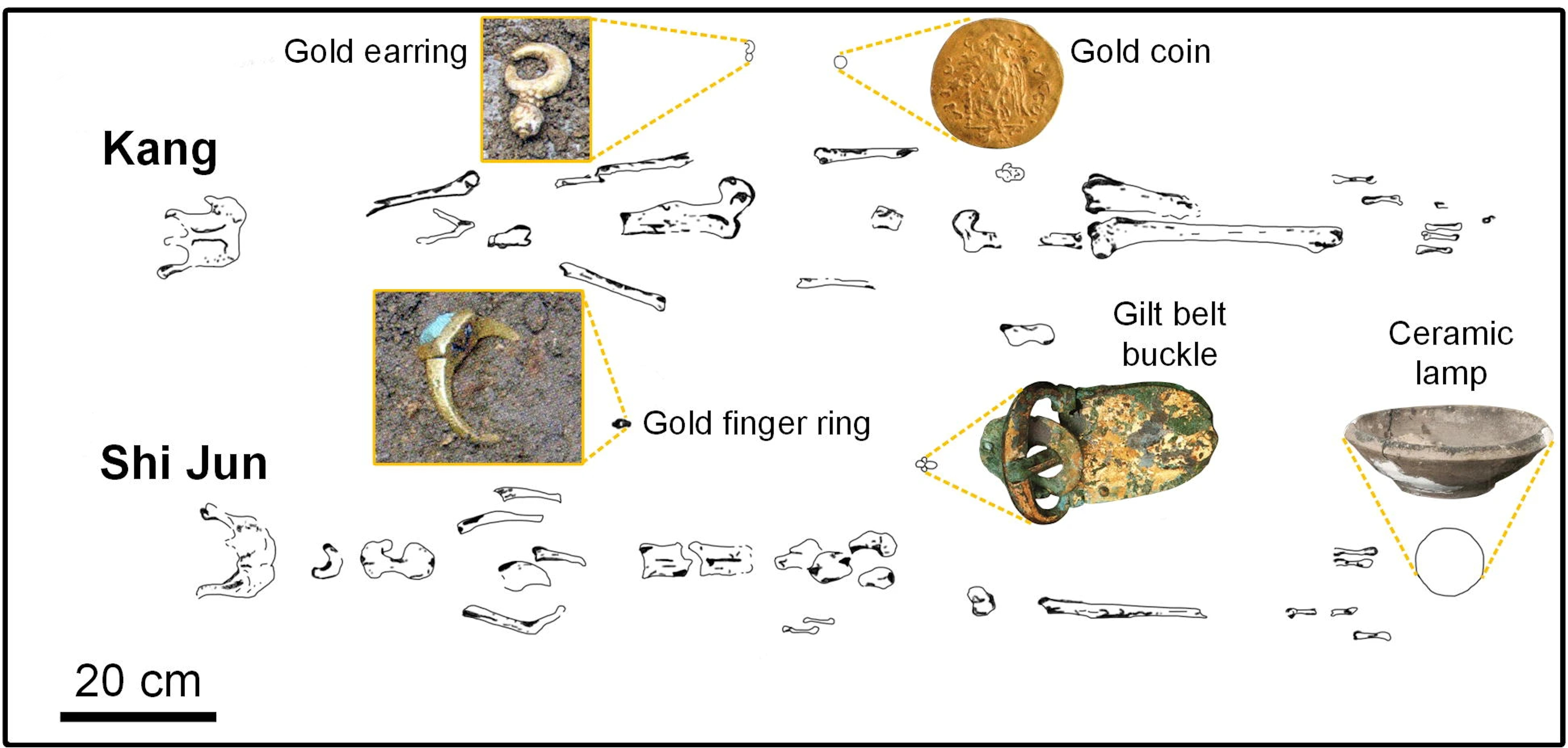
اشیای کشف شده مقبره ویرکاک.
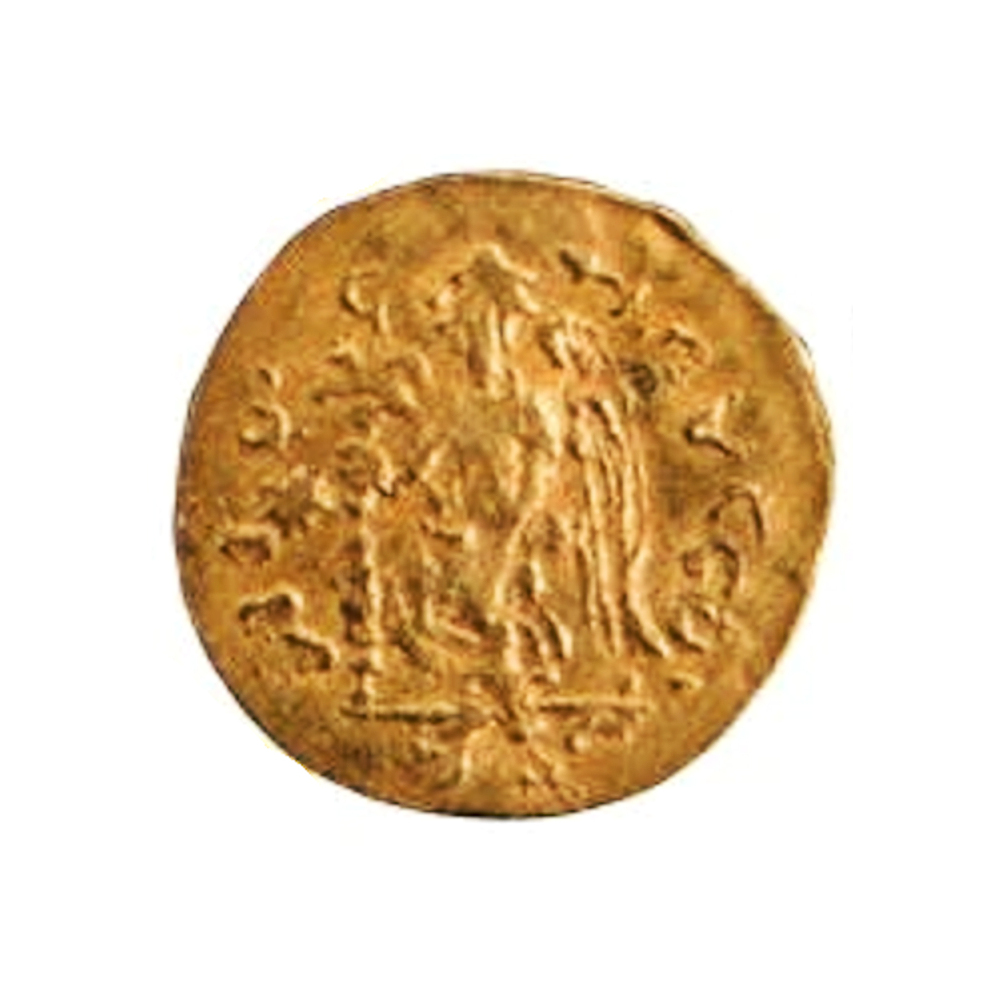
سکه طلا کشف شده در مقبره ورکک (تقلیدی از سکه‌های طلای بیزانس).
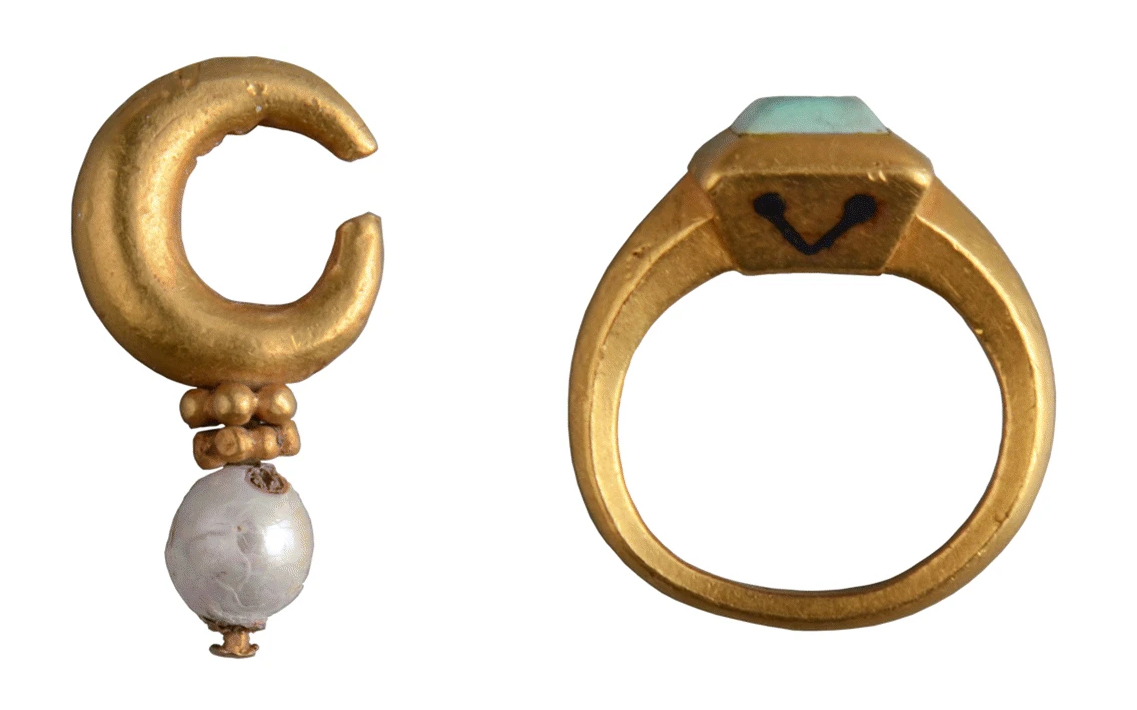
جواهرات طلای مقبره ورکک.

## سنگ‌نبشته

### سنگ‌نبشته سغدی و چینی
متن سنگ‌نبشته به شرح زیر است:
(در دوران) داشیانگ از (سلسله) ژوی بزرگ، سال ۲، در نخستین ماه از سال موش، در ۲۳ امین روز. چنان بود: مردی از خاندانی از (کِش)، در گوزانگ نشیمن گزید. او از امپراتور عنوان سابائوی [ساربان] گوزانگ را داشت، در سرزمین سغدی‌ها، او زمیندار بود. نام او ورکک بود، پسر وانوک، (یعنی) وانوکِ پسر سابائو. و همسرش، زاده‌شده در شین‌پینگ، وییوسی نام داشت. و ورککِ سابائو با همسرش در شین‌پینگ در سال خوک، در هفتمین روز از ششمین ماه، در روزی که خرگوش نام نهاده شده بود، ازدواج نمود. و متعاقباً، اینجا در شیانیانگ [نام قدیمی چانگ‌آن] در سال خوک، در هفتمین روز از پنجمین ماه، خود (ورکک) درگذشت. و همسرش نیز در هفتمین روز از ششمین ماه، روزی که خرگوش نامیده شده بود، در همان سال ازدواج، همان ماه، همان روز از دنیا رفت. هیچ موجود زنده‌ای که زاده می‌شود از مرگ گریزی ندارد؛ علاوه بر این، به کمال رساندن دورهٔ زیست در جهان زندگان دشوار است. ولی این بسی دشوارتر است که، بدون آگاهی (از آن)، شوهر و زنی در همان سال، همان ماه، همان روز یکدیگر را (برای اولین بار) در جهان انسان‌ها ببینند (و) همچنین در بهشت، (به طوری که) آغاز زندگی مشترک آنها (در هر مکان) در همان دوره باشد. این آرامگاه سنگی توسط ورِشمان-وَنده، ژیمَت-وَنده (و) پروت-وَنده ساخته شد، برای یافتن جایگاهی شایسته برای پدر (و) مادر (خود).— سنگ نبشته آرامگاه ورکک.
 ترجمه از زبان سغدی توسط نیکلاس سیمز-ویلیامز.
- نمای جلویی (جنوبی) تابوت با تقارن رسمی دقیق در اطراف یک درب بزرگ دو لنگه سازماندهی شده‌است. ** کتیبه‌های سغدی و چینی از شرح مسیر شغلی ساکنان آرامگاه بالای در قرار گرفته‌اند. یک جفت صفحه داخلی با نقش یک خدای نگهبان در هر یک، در دو طرف درب قرار دارند و یک جفت صفحه بیرونی وجود دارد که دارای سه بخش هستند. در هر صفحه بیرونی از بالا به پایین، گروهی از نوازندگان سغدی، یک پنجره تزئین شده و در کنار آن یک جفت از افراد غیر سغدی، و یک نیم انسان - نیم پرندهٔ کشیش که در مقابل آذر (ایزد) و آتشدان قابل حمل ایستاده، به تصویر کشیده شده‌اند.

### سمت‌های تابوت
شش صفحه حاوی شرح زندگینامه ویرکاک (صفحات شماره ۲ تا ۷) از صفحه میانی سمت چپ آغاز شده و در صفحه ماقبل آخر سمت پشت تابوت خاتمه می‌یابند. در ابتدا و انتهای این صفحات زندگی‌نامه‌ای دو صفحه مستقل مذهبی (صفحات ۱ و ۸) قرار دارد، و در سمت راست (شرق) تابوت نیز شاهد سه صفحه مذهبی دیگر (صفحات ۹ تا ۱۱) هستیم. در ادامه توصیفِ این شش صفحه زندگی‌نامه‌ای توسط آلبرت داین آورده شده‌است:
صفحه ۲: ورکک جوان و پدرش سوار بر اسب در حال ملاقات با یک زوج سلطنتی‌اند که تاج روی سرشان نشانه مقام آنهاست.
صفحه ۳: حاکم در حال شکار است و در پایین صفحه یک کاروان در حال حرکت به چشم می‌خورد.
صفحه ۴: کاروان در کنار رودخانه استراحت می‌کند و سغدی‌ها، احتمالاً هنوز ورکک و پدرش، با حاکم دیگری که در خیمه یا یورت خود نشسته‌است دیدار می‌کنند.
صفحه ۵: زوج سلطنتی پذیرایی باشکوهی را برگزار می‌کنند که در آن موسیقی و رقص مشاهده می‌شود.
صفحه ۶: ورکک، که اینک بزرگ شده‌است، به همراه همسرش سوار بر اسب دیده می‌شوند. سایه‌بان‌هایی از هر دوی آنها محافظت می‌کنند.
صفحه ۷: این صفحه یک مهمانی را به تصویر می‌کشد که در آن پنج مرد در قسمت بالایی، روی قالیچه‌ای نشسته و در حال تبادل نوشیدنی هستند. نوازندگان و خدمتکاران با ظرف‌های بزرگ غذا آنها را احاطه کرده‌اند. در پایین مهمانی، پنج زن نیز روی فرشی نشسته و مشغول نوشیدن هستند.
توصیف پنج صفحه مذهبی به قلم سوزانا گولاکسی:
- صفحه ۱: موجود الهی در حال وعظ یا خطابه: صحنه‌ای متشکل از نه پیکر که بر اساس یک سلسله مراتب بصری واضح سازماندهی شده‌اند. پیکره اصلی یک موجود الهی است در حال خطابه و تعامل با دو فرد عادی، محصور شده توسط دو گروه از سه پیکره نشسته. در جلوی موجود الهی به سمت چپ یک زوج (اشاره به ورکک و وییوسی) قرار دارند که با دست‌های چفت شده بر روی پاشنه‌های خود نشسته و حالتی از احترام و نیایش دارند.
- صفحه: فرد خردمند در غار و نجات فرشته‌وار: طرح یک فرد دانا در یک غار قسمت بالایی کنده‌کاری را دربر می‌گیرد. صحنه در یک چشم‌انداز کوهستانی جنگلی که با درختان شکوفه‌دار قاب شده‌است جریان دارد. پیکر این فرد خردمند با پاهای روی هم نشسته به حالتی غیررسمی قرار گرفته و با دست راست به حیوان کوچکی شبیه به میمون اشاره می‌کند. در پایین صحنه موجودات بالدار یا فرشته‌وار در حال پرواز بر فراز آب دیده می‌شوند و یک مرد و یک زن (احتمالا نماد ورکک و وییوسی) به چشم می‌خورد.
- صفحه ۹: «ورود به بهشت»: قسمت بالایی این تابلو زوجی را نشان می‌دهد (که نماد روح ورکک و وییوسی پس از مرگ هستند) که توسط وِشپَرکَر - ایزد سغدی هوا - به عنوان مسافرانی که تازه‌وارد شده‌اند، بر روی پاشنه پا و در دست داشتن بشقاب پایه دار و جام می، مورد استقبال قرار می‌گیرند. نیمه پایینی پل چینود را به تصویر می‌کشد.
- صفحه ۱۰: یک پیکره بالدار، یک پیکره در حال سقوط، و یک جفت اسب بالدار": در سمت راست بالا، یک پیکره بالدار، با شیئی کوچک در دست چپ، در حال پرواز در جلوی یک جفت اسب بالدار نشان داده شده‌است. مستقیماً در زیر آن، یک پیکره در حال سقوط منحصر به فرد وجود دارد که ردایی بلند با موهایی جمع شده در یک گره بالایی پوشیده‌است. در نیمه پایین صحنه گستردهٔ پل چینوت از پانل قبلی به تصویر کشیده شده‌است.
- صفحه ۱۱: آخرین لوح. تعدادی از پیکره‌های بالدار را نشان می‌دهد که در جهتی مخالف صفحه دهم، یعنی به سمت چپ پرواز می‌کنند. سواران - یک مرد و یک زن - نشان دهنده ارواح ورکک و وییوسی هستند. متن سواری آنها که توسط نوازندگان آسمانی احاطه شده‌است، به ورود آنها به گرودمان اشاره دارد، بهشت زرتشتی که به عنوان «خانه سرود» شناخته می‌شود.

## هپتالیان
هپتالیان در تصاویر مقبره ورکک به‌عنوان چهره‌های سلطنتی با تاج‌های استادانه به سبک ساسانی که در کاخ‌ها، یورت‌های عشایری ظاهر می‌شوند یا در تابلوهای ۲ تا ۵ شکار می‌کنند، حضور دارند. درنتیجه ورکک ممکن است در طول سال‌های جوانی‌اش (او حدود ۶۰ سال داشت که هپتالیان توسط اتحاد ساسانیان و ترک‌های گوک‌ترک بین سال‌های ۵۵۶ و ۵۶۰ میلادی نابود شدند)، در درجه اول با هپتالیان مراوده داشته باشد. برعکس، تصاویر موجود در مقبره آن جیا (که ۲۴ سال جوان‌تر از ویرکاک بود) نشان‌دهنده حضور گسترده گوک‌ترک‌ها است، که احتمالاً شریک اصلی تجاری او در طول زندگی فعالش بوده‌اند. در مقبره آن جیا، هپتالیان اساساً غایب هستند، یا احتمالاً یک بار به عنوان یک فرمانروای رعیت در خارج از یورت خاقان ترک نشان داده شده‌است.

## همانندی‌ها

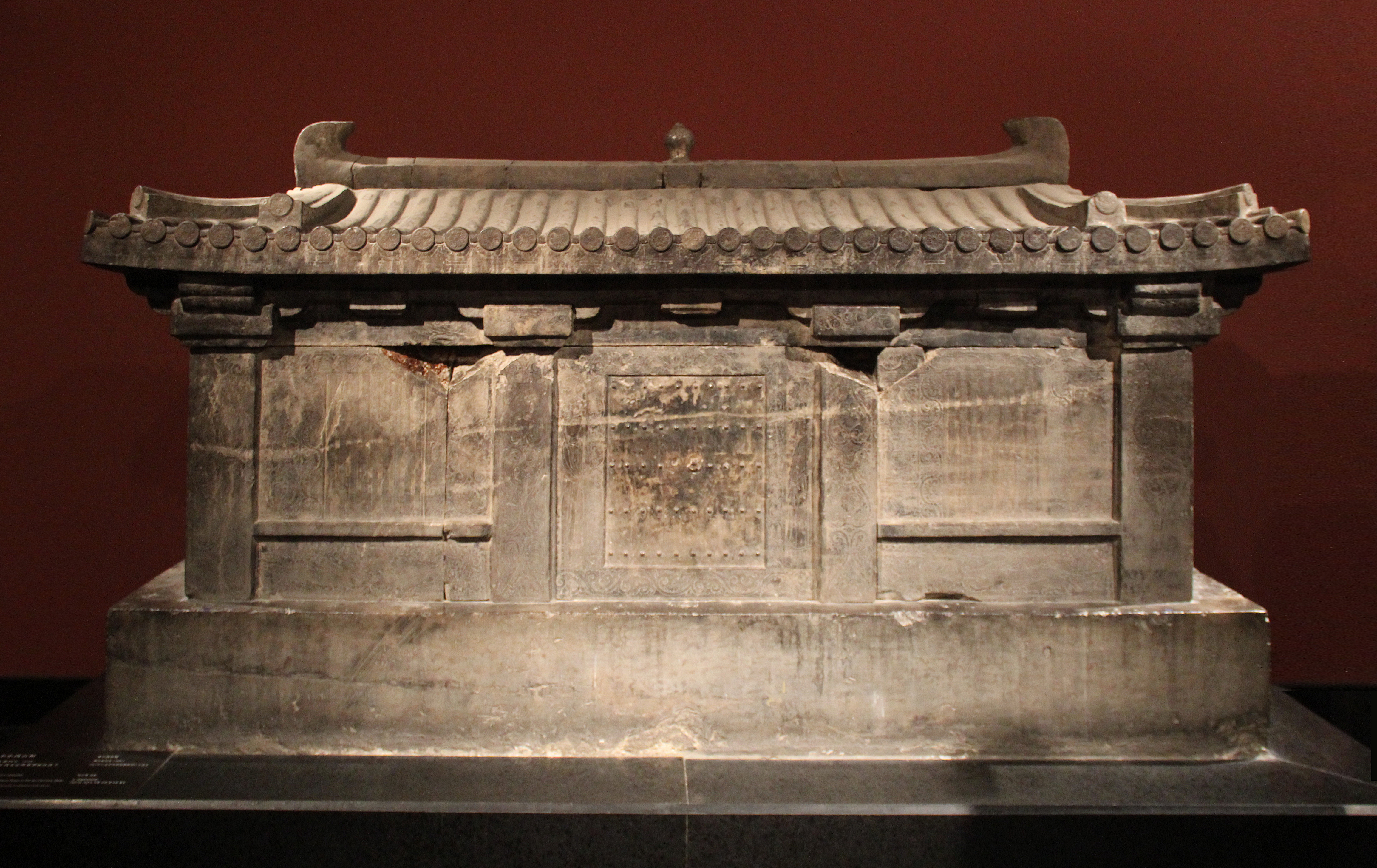
سنگ‌نوشته مقبره لی جینگزون، ۶۰۸ میلادی

مقبره ورکک با مقبره لی جینگزون (به چینی: 李静训)، (۶۰۰–۶۰۸ میلادی) یک شاهدخت از دودمان سوئی با وابستگی قومی خارجی قابل مقایسه است، که سنگ‌نوشته مقبره او در نزدیکی لیانگ‌جیاژوانگ در شی‌آن، استان شاآنشی، چین یافت شد. مقبره باشکوه او حاوی مصنوعات بسیاری از جاده ابریشم و اشیایی با سبک خارجی بود. این مقبره شامل جام‌های طلا، یشم، ظروف چینی و اسباب‌بازی، و همچنین سکه‌ای از پادشاه ساسانی پیروز یکم (۴۵۹–۴۸۳ م) بود. تصور می‌شود که مصنوعات مقبره بازتابی از پیشینه قومی شمالی شاهزاده خانم است. این نوع سنگ‌نوشته با سنن مقبره‌های سوگدی در چین، مانند مقبره ورکک مرتبط است.

## نگارخانه

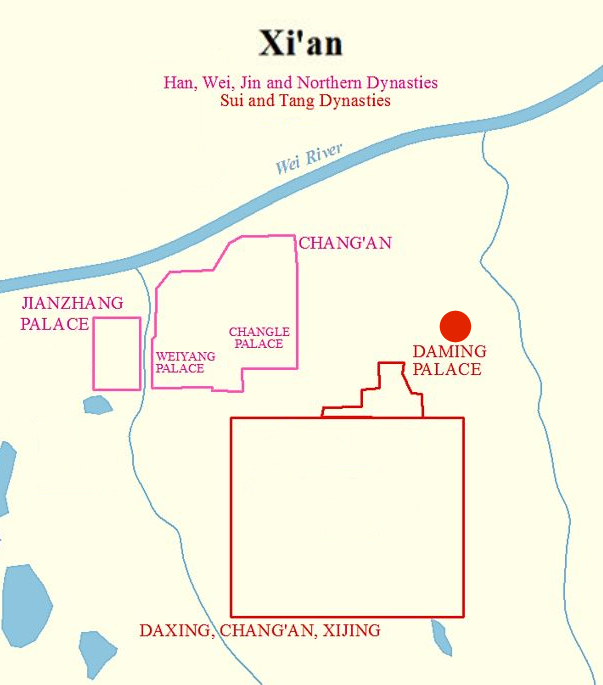
محل مقبره شی جون / ورکک (نقطه قرمز) در شی‌آن
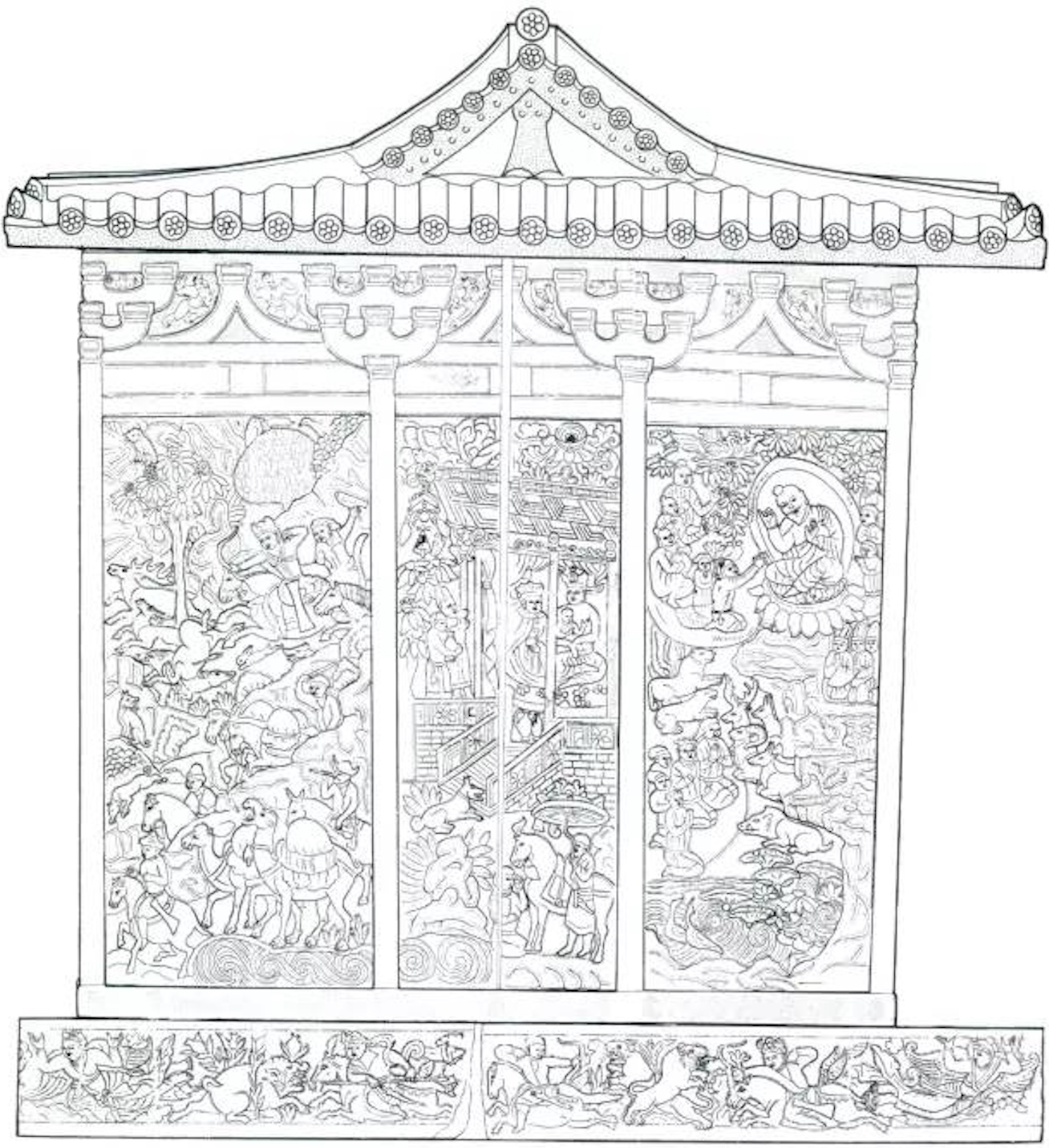
نقشه کپی سمت چپ (غرب) از سنگ‌نوشته مقبره ویرکاک.
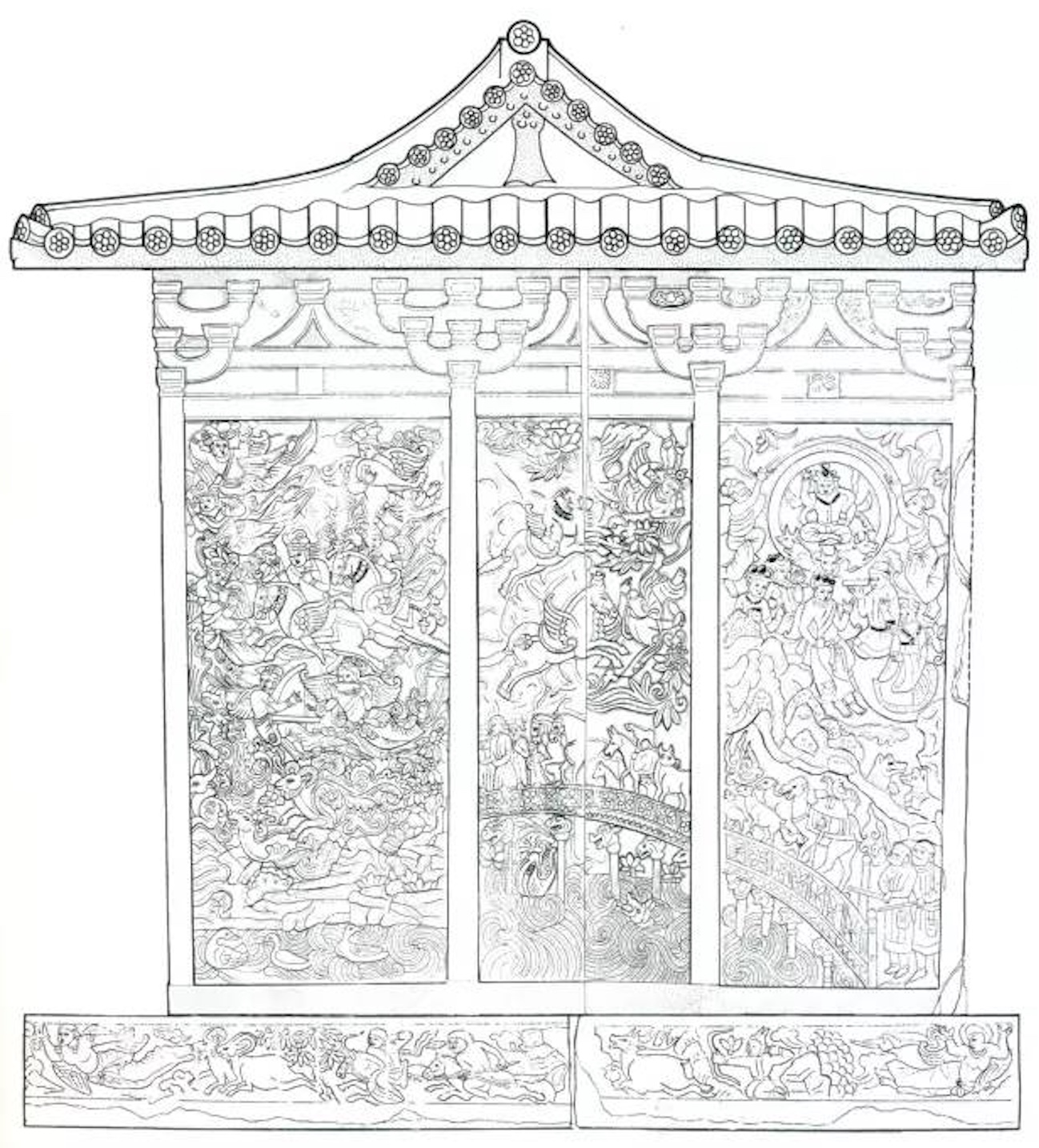
نقشه کپی سمت راست (شرق) از سنگ‌نوشته مقبره ویرکاک.
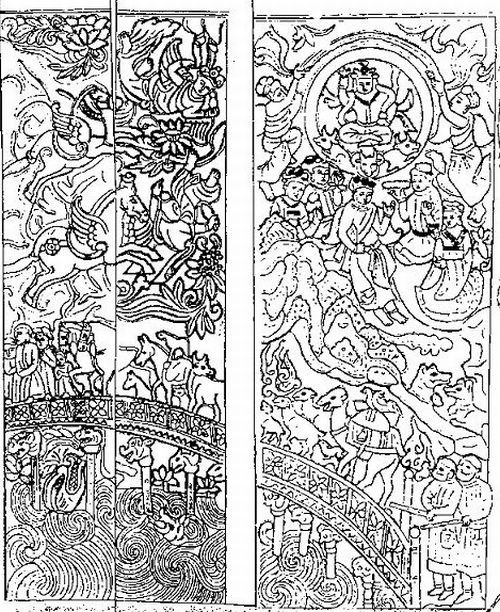
تصویر صحنه پل چینوت، سمت راست.